# Dünnern
Dünnern är ett vattendrag i Schweiz. Det ligger i den centrala delen av landet, 60 km nordost om huvudstaden Bern.
I omgivningarna runt Dünnern växer i huvudsak blandskog. Runt Dünnern är det ganska tätbefolkat, med 149 invånare per kvadratkilometer.